# Enrique Viedma Vidal
Enrique Viedma Vidal (Valencia 1889-1959) fue un arquitecto español, titulado en Barcelona en 1915, que realizó varias obras de gran relevancia en la Valencia de los años 1920 y 1930, entre las que destaca el edificio denominado la Finca Roja.

## Vida
Nacido en Valencia el 27 de enero de 1889, hijo de José Viedma Ruiz, de Baeza, y de M.ª Desamparados Vidal Fort. Estudió en la Escuela de Arquitectura de Barcelona desde 1907 hasta 1914 obteniendo el título el 29 de abril de 1915.

## Obra
En la ciudad de Valencia realizó las siguientes obras:
- En 1914 realizaría el edificio del Centro Católico Social de Catadau, en Catadau (Valencia).
- En 1919 le encargaran las obras del Mercado Central, que habían ganado en concurso el 1910 Alejandro Soler March y Francisco Guardia Vial. El mercado, iniciado el 1914, no se llegó a acabar hasta el 1928.

- En 1928 diseñó la casa del Chavo para el Instituto Nacional de Previsión en la avenida del Marqués de Sotelo números 8 y 10, ejemplo paradigmático del casticismo valencianista.

- El 1929 diseñó el monumental edificio de La Unión y el Fénix (C/Xàtiva con Marqués de Sotelo), obra de estilo neobarroco con un matiz casticista.[2]

- Entre 1929 y 1930 diseñó la Finca Roja, 378 unidades residenciales sobre una isla de casas exenta en el barrio de Extramuros (calles de Albacete, Jesús, Marvà y Maluquer), que adopta el tipo de bloque de viviendas alrededor de un amplio patio interior, muy frecuente en Europa Central en ciudades como Viena o Ámsterdam. En este edificio Viedma mezcla el estilo expresionista holandés con el Art déco, el casticismo valenciano y el modernismo valenciano con ligera influencia de Gaudí. La Finca Roja es el ejemplo más exitoso de edificación construida a raíz de la promulgación la 1925 de la ley de casas económicas, que abría la posibilidad de mejorar las condiciones del alojamiento de los obreros, con islas de casas grandes y uniformes en zonas de ensanche, siguiendo el ejemplo de algunos municipios centroeuropeos. Este edificio para obreros reúne todas las ideas de higiene, modernidad y confort de la vivienda (ascensores, estancias ventiladas, baños completos, cocinas económicas, persianas americanas, etc). Hace un uso expresivo de materiales autóctonos como la cerámica vidriada y el ladrillo rojo, también propia de Ámsterdam, ciudad en cuya arquitectura está claramente inspirada.

- Entre 1931 y 1933 diseñó los chalés de los periodistas al inicio del Paseo al Mar (actual avenida de Blasco Ibáñez). También dirigió la construcción de las aduanas del puerto, consideradas de estilo historicista.

- Diseñó el inicio (plan del Real) y el final (camino de Peña-roja) del Paseo de la Alameda.

- Fue nombrado académico en la Real Academia de Bellas Artes de San Carlos de Valencia.

## Obras

### Valencia
| Año del proyecto | Nombre                                                   | Ubicación                                        | Descripción | Estado | Imagen |
| ---------------- | -------------------------------------------------------- | ------------------------------------------------ | --- | ------ | ------ |
| 1914             | Centro Católico Social de Catadau                        | Catadau (Valencia)                               | Estilo modernista valenciano |        |        |
| 1915             | Cine Lírico                                              | Avenida del Puerto                               | |        |        |
| 1915             | Casa para Salvador Martínez                              | Camino de la Soledad, actual paseo de la Alameda | |        |        |
| 1915             | Casa para Tomás Esplugues                                | Avenida del Puerto                               | |        |        |
| 1916             | Taller para José Garrigós                                | Calle del Consuelo en el Grao                    | |        |        |
| 1917             | Casa para José Burriel                                   | Calle Conde Salvatierra número 20                | |        |        |
| 1919             | Hotel Dutrús                                             | Calle de la Libertad número 41 en el Cabañal     | |        |        |
| 1919             | Casa para Eugenio Dutrús                                 | Calle de la Libertad número 42 en el Cabañal     | |        |        |
|                  | Mercado Central                                          |                                                  | En 1919 le encargaran las obras del Mercado Central, que habían ganado en concurso el 1910 Alejandro Soler March y Francisco Guardia Vial. El mercado, iniciado el 1914, no se llegó a acabar hasta el 1928. Modificó el diseño original eliminando la gran farola central de hierro y cambió la estructura de la cúpula y testeros. |        |        |
| 1921             | Casa para Pascual Gurrea                                 | Calle de José Benlliure número 20                | Edificio de estilo francés con referencias a elementos barrocos. |        |        |
| 1922             | Casa Dasí                                                | Calle de la Libertad número 11 en el Cabañal     | Casa para Adela Dasí de estilo francés con referencias a elementos barrocos. |        |        |
| 1923             | Casa Burriel                                             | Calle Bailén número 22 o 32                      | Casa para José Buriel |        |        |
| 1924             | Casa para José Buriel                                    | Calle Sorní número 40                            | |        |        |
| 1925             | Casa para José Buriel                                    | Calle Sorní número 42                            | |        |        |
| 1925             | Casa para Vicente Barber                                 | Calle de Jesús                                   | |        |        |
| 1928             | Casa del Chavo, sede del Instituto Nacional de Previsión | Avenida del Marqués de Sotelo números 8 y 10     | Edificio de estilo casticismo valenciano. |        |        |
| 1929             | Edificio del Banco Español de Crédito                    |                                                  | |        |        |
| 1929-1930        | Finca Roja                                               |                                                  | |        |        |
| 1930             | Aduanas del Puerto                                       |                                                  | |        |        |
| 1930-1931        | Chalets de los periodistas                               | Avenida Blasco Ibáñez                            | |        |        |
| 1933             | Edificio La Unión y el Fénix (Valencia)                  | Calle Játiva con Marqués de Sotelo               | |        |        |